# 愛娘にさよならを
『愛娘にさよならを』（まなむすめにさよならを）は、秦建日子による日本の推理小説。『刑事・雪平夏見シリーズ』の第4作。2011年9月7日に河出書房新社より単行本が刊行された。前作『殺してもいい命』から約3か月後の物語。

## あらすじ
犯人から3発の銃弾を受けた雪平夏見は、体に後遺症が残り、刑事として復帰することは難しいと宣告され、捜査一課を離れる。
新しく上司になった島津管理官に自宅に誘われ、警察官人生で初めて同僚たちとの楽しい団欒の時を過ごす。その帰り道、マンションの玄関で男とすれ違った雪平が、しばらく経ってから“刑事の勘”で島津家に戻ると、先刻すれ違った男に惨殺された島津夫妻の姿があった。雪平は犯人と格闘したものの、体にハンデを抱えていたため取り逃がしてしまう。
山路捜査一課長の理解もあり、元相棒の安藤の協力で独自に犯人を追うが、島津夫妻と同じような状態で殺される別の事件が発生する。

## 登場人物

### 警視庁警務部
雪平 夏見（ゆきひら なつみ）
警視庁警務部監査官室、警部補。以前は捜査一課で検挙率一位を誇る刑事だったが、事件で受けた銃弾による内臓損傷で左腕に麻痺が残り、異動した。
島津 幸則（しまづ ゆきのり）
警視庁警務部監査官室管理官、警視。雪平の上司。妻・晴子と2人暮らしのマンションに雪平ら部下を招いた日に、何者かに殺害される。
藤川 紀子（ふじかわ のりこ）
警視庁警務部監査官室、警部補。

### 警視庁刑事部
安藤 一之（あんどう かずゆき）
警視庁刑事部捜査一課強行犯係。雪平の捜査一課時代の相棒。
林堂 航（りんどう わたる）
警視庁刑事部捜査一課強行犯係、警部補。
平岡 朋子（ひらおか ともこ）
警視庁刑事部捜査一課強行犯係。
山路 徹夫（やまじ てつお）
警視庁刑事部捜査一課、課長。
羽田 智夫（はだ ともお）
警視庁刑事部、部長。

### 事件関係者
門田 祐司（かどた ゆうじ）
経済学者。戸山大学准教授。『オオクラ昼ず!!』のコメンテーター。妻・香苗は妊娠中。過去に、香苗の連れ子を川の事故で亡くしている。
佐久間 健一（さくま けんいち）
大学病院勤務の小児科医。婚約者の川上美保とは6年前に結婚を延期し、一時は別れ話も出たが、再度の婚約に至った。
緒方 美津雄（おがた みつお）
小学校教諭。
鈴木 太郎（すずき たろう）
島津夫妻を殺害した、野球のユニフォームを着た小太りの中年男。
清水 年男（しみず としお）
片足を引きずっている日雇い労働者の老人。佐久間のマンションの向いのウィークリーマンションの住人。
袴田 稔（はかまだ みのる）
ロック好きの解体工。

### その他
大倉 友秋（おおくら ともあき）
東日本テレビで平日の午後に放送されている情報バラエティ番組『オオクラ昼ず!!』のキャスター。
上居 雅和（かみい まさかず）
東日本テレビ『オオクラ昼ず!!』のプロデューサー。
谷中 絵里（たになか えり）
両国法律事務所の弁護士。美央の親権を巡って悩む雪平に島津が紹介した。
佐藤 美央（さとう みお）
雪平の娘。父・和夫が亡くなり、現在は祖父母と暮らしている。
佐藤 和明（さとう かずあき）・靖子（やすこ）
美央の父方の祖父母。疫病神である雪平を頑なに拒み、美央を佐藤家の養女にすることを持ちかけている。

## 書誌情報
- 単行本：2011年9月7日発売[1]、河出書房新社、ISBN 978-4-309-02053-2
- 文庫本：2013年2月6日発売[2]、河出文庫、ISBN 978-4-309-41197-2